# سايفو
سايفو (في حوالي عام 577) كان ملك أكسوم.
وهو معروف بالصدفة في سيرة ذاتية صينية لمحمد، وهي T'ien-fang Chih-sheng shih-lu والتي كتبها ليو تشي بين عامي 1721 و1724. يستخدم هذا العمل مواد قديمة ترجع إلى السيرة النبوية التي كتبها سعيد الدين محمد بن مسعود بن محمد الخازرومي، المتوفى عام 1357. وفقًا لهذه السيرة الذاتية الصينية، قيل إن النجاشي الإثيوبي أرسل سفيرًا بهدايا إلى عائلة محمد عند رؤيته نجمًا كان بمثابة إعلان لولادته. وعندما بلغ محمد سن السابعة، أرسل سايفو، الذي يوصف بأنه حفيد النجاشي، الهدايا أيضًا. يضيف هذا المصدر أيضا أن سايفو كان جد النجاشي الذي قدم المأوى للمسلمين المهاجرين حوالي العام 615-6م في أكسوم.
عند الإبلاغ عن محتويات هذا المصدر "المؤقت للغاية"، يتكهن مونرو هاي كيف أن علاقة الأنساب هذه حول سايفو قد تتناسب مع سلسلة الحكام المعروفة في أواخر القرن السادس (بسبب تحديد الملك كالب كجد لسايفو، وجعل حفيده أصحمة النجاشي)، ويظهر للاعتراف بأن هذه التفاصيل معقولة.